# Insiders
Pour les articles homonymes, voir Insider.
Insiders est une série de bande dessinée d'aventure créée par le scénariste Jean-Claude Bartoll et le dessinateur Renaud Garreta. Elle est publiée par Dargaud depuis 2002.
Ce thriller d'espionnage se déroule à l'époque contemporaine. Il met en scène l'espionne américain Najah, ancienne terroriste tchétchène infiltrée dans un groupe mafieux.

## Les personnages
- Najah : officiellement, elle va devenir le bras droit d'un des Parrains Occultes... Mais officieusement, elle est un élément infiltré. Une Insider...

## Albums
- Insiders, Dargaud :

1. Guérilla tchétchène, 2002  (ISBN 2-205-05372-8).
2. Opération Offshore, 2003  (ISBN 2-205-05393-0).
3. Missiles pour Islamabad, 2004  (ISBN 2-205-05556-9)[1].
4. Le Piège afghan, 2005  (ISBN 2-205-05658-1)[2].
5. O.P.A. sur le Kremlin, 2006  (ISBN 2-205-05761-8).
6. Destination goulag, 2007  (ISBN 978-2-205-05962-5).
7. Les Dragons de Pékin, 2008  (ISBN 978-2-205-06233-5).
8. Le Prince rouge, 2009  (ISBN 978-2-205-06281-6).

- Insiders : Saison 2, Dargaud :

1. Narco business, 2012  (ISBN 978-2-205-06864-1).
2. African Connection, 2014  (ISBN 978-2-205-07150-4).
3. Death Penalty, 2018  (ISBN 978-2-205-07157-3). Munch remplace Garreta au dessin à partir de ce tome.
4. L'Option libyenne, 2019  (ISBN 978-2-205-07937-1).

### Documentation
- Renaud Garreta (int. par Nicolas Pothier), « Insiders vu de l'intérieur », BoDoï, no 53,‎ juin 2002, p. 20.